# Live at the Astoria
Live at the Astoria és un vídeo sobre el concert realitzat pel grup anglès Radiohead a la sala London Astoria de Londres el 27 de maig de 1994. Fou publicat el 13 de març de 1995 en format VHS, i una dècada després fou rellançat en format DVD.
El concert fou molt destacat perquè la col·lecció de cançons que hi apareixen es van escoltar per primera ocasió, ja que no foren publicades fins al llançament de The Bends, deu mesos després. L'edició en DVD fou restaurada digitalment i remasteritzada per publicar-se el 21 de novembre de 2005 a Europa i l'endemà a Amèrica del Nord.

## Llista de cançons
| Núm.          | Títol                      | Durada |
| ------------- | -------------------------- | ------ |
| 1.            | «You»                      | 3:48   |
| 2.            | «Bones»                    | 3:08   |
| 3.            | «Ripcord»                  | 3:17   |
| 4.            | «Black Star»               | 3:44   |
| 5.            | «Creep»                    | 4:10   |
| 6.            | «The Bends»                | 3:56   |
| 7.            | «My Iron Lung»             | 5:06   |
| 8.            | «Prove Yourself»           | 2:24   |
| 9.            | «Maquiladora»              | 3:16   |
| 10.           | «Vegetable»                | 3:14   |
| 11.           | «Fake Plastic Trees»       | 4:51   |
| 12.           | «Just»                     | 3:43   |
| 13.           | «Stop Whispering»          | 5:16   |
| 14.           | «Anyone Can Play Guitar»   | 4:16   |
| 15.           | «Street Spirit (Fade Out)» | 4:24   |
| 16.           | «Pop Is Dead»              | 2:22   |
| 17.           | «Blow Out»                 | 6:14   |
| Durada total: | Durada total:              | 66:50  |

## Personal
- Thom Yorke − Cantant, guitarra
- Jonny Greenwood − Guitarra
- Ed O'Brien − Guitarra, veus addicionals
- Colin Greenwood − Baix
- Phil Selway − Bateria
- Jim Warren − Mescles
- Brett Turnbull − Director
- Sarah Bayliss − Productor
- Stanley Donwood i The White Chocolate Farm − Material gràfic[3]